# Titularbistum Macomades
Macomades ist ein Titularbistum der römisch-katholischen Kirche.
Die in Nordafrika gelegene Stadt war ein alter römischer Bischofssitz, der im 7. Jahrhundert mit der islamischen Expansion unterging. Er lag in der römischen Provinz Numidien.
| Titularbischöfe von Macomades |                             |                                |               |                   |
| Nr.                           | Name                        | Amt                            | von           | bis               |
| 1                             | Florentino Armas Lerena OAR | Prälat von Chota (Peru)        | 8. April 1967 | 25. November 1979 |
| 2                             | Ricardo Watty Urquidi MSpS  | Weihbischof in Mexiko (Mexiko) | 27. Mai 1980  | 6. November 1989  |
| 3                             | Francisco Clavel Gil        | Weihbischof in Mexiko (Mexiko) | 27. Juni 2001 |                   |